# Џејк Ливермор
Џејк Сирил Ливермор (енгл. Jake Cyril Livermore; 14. новембар 1989) енглески је фудбалер који играч на позицији везног играча и тренутно наступа за Вест Бромич албион и репрезентацију Енглеске.
У време док је био играч Тотенхема често је био на позајмицама, укупно је у том периоду наступао за седам различитих клубова поред Тотенхема. За енглеску репрезентацију одиграо је седам утакмица, а дебитовао је на мечу против Италије када је у другом полувремену заменио Френка Лампарда.